# Трихлорфлуорметан
Трихлорфлуорметан (Флуортрихлорметан, Фреон R 11, Фреон-11, Хладон-11, CFC-11, R-11) — фреон. Безколірна майже без запаху рідина, що кипить при кімнатній температурі (tкип = 23.77 °C). В газоподібному стані важчий повітря в 4,7 рази.

## Використання

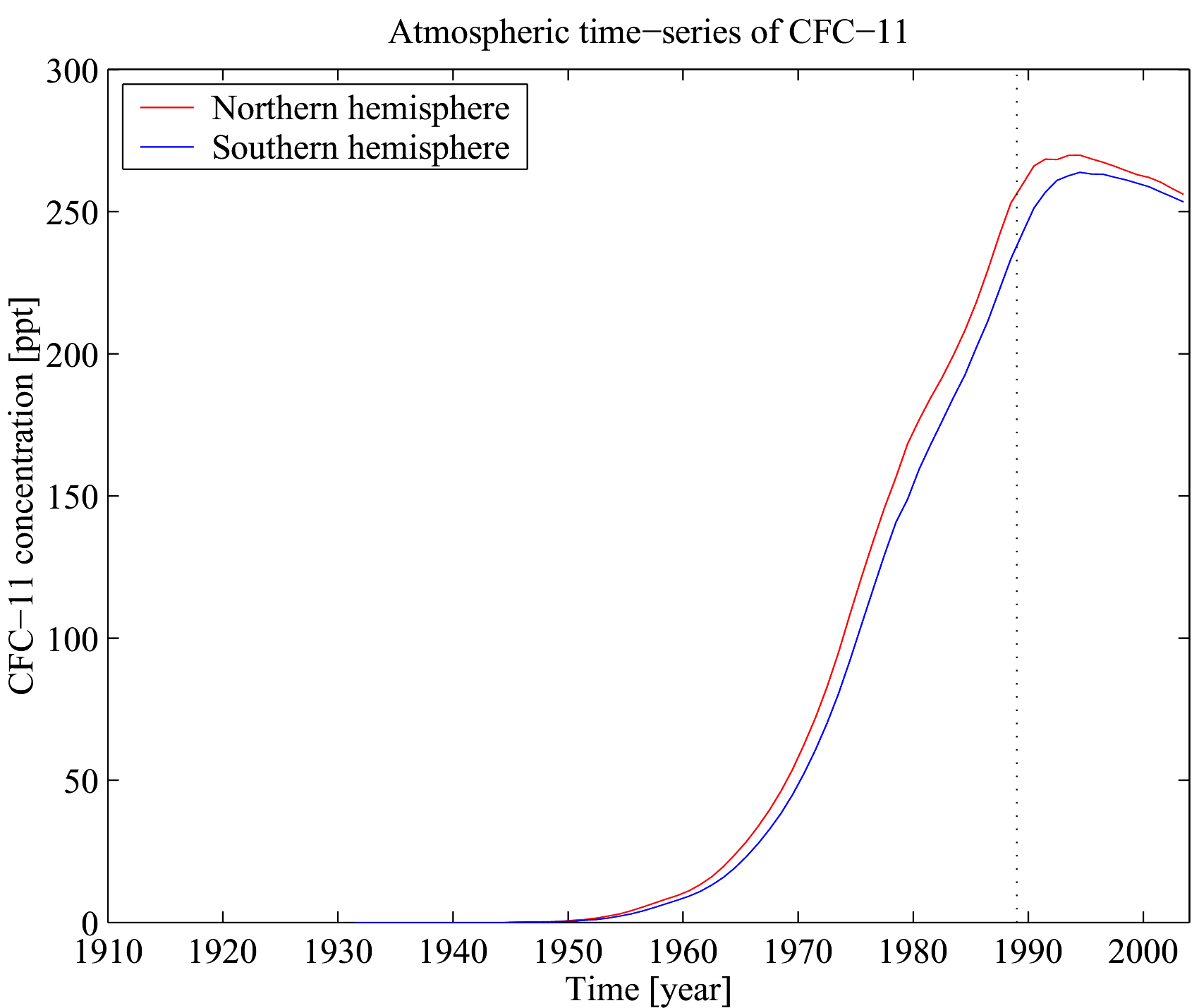
Зміна концентрації трихлорфлуорметану в атмосфері по роках

Вертикальный профіль концентрації трихлорфлуорметану

Перший хладон широкого використання. З огляду відносно високої температури кипіння може використовуватися в холодильних агрегатах з меншим тиском, що спрощує їх конструкцію.
Так як молекула трихлорфторметану містить три атоми хлору, ця речовина володіє найвищою озоноруйнуючою активністю. Тому його виробництво і використання обмежено Монреальським протоколом. Замінюється холодоагентами R-141b, R-123 и R-200 (R-227ea).

## Фізичні властивості
| Властивість                                           | Значення             |
| ----------------------------------------------------- | -------------------- |
| Густина (ρ) при 0 °C                                  | 1.5432 г/см³         |
| Густина (ρ) при 18.82 °C                              | 1.4905 г/см³         |
| Критична температура (Tc)                             | 198 °C (471 K)       |
| Критичний тиск (pc)                                   | 4.410 МПа (44.1 атм) |
| Критична густина (ρc)                                 | 4.151 моль.л−1       |
| Показник заломлення (n) at 20 °C, D                   | 1.3821               |
| Дипольний момент                                      | 0.450 D              |
| Коефіцієнт можливості виснаження озонового шару (ODP) | 1 (по визначенню)    |
| Потенціал глобального потепління (GWP)                | 4600 (CO2 = 1)       |